# György Dragomán
György Dragomán (Târgu Mureş, 10. rujna 1973.), mađarski je književnik, filmski kritičar i prevoditelj. Piše romane. Po struci je anglist. 
Iz obitelji je rumunjskih Mađara intelektualaca. Druge polovice 1980-ih obitelj mu je bila izložena pritiscima vladajućeg komunističkog režima. Otac mu je dobio otkaz pod optužbama da je šovinist i separatist, nakon čega mu je obitelj preživljavala prodajom svega i svačega na bušjaku. Radi izbjegavanja maltretiranja i progona njihova sina, kome se primicala dob u kojoj bi ga policija mogla ispitivati, obitelj odlučuje iseliti. Ondašnja Rumunjska je poticala iseljavanje Mađara. Tako je i njegova obitelj iselila 1988. godine. Otišli su u Mađarsku.
U Budimpešti je studirao engleski jezik s književnošću.

## Nagrade
2002. je dobio posebnu nagradu revije Mozgó Világ.
2003. je dobio nagradu Sándor Bródy za roman A pusztítás könyve. 
2005. je godine dobio nagrada Tíbor Déry za roman Bijeli kralj.
2006. je godine dobio nagradu Sándor Márai.
2007. je dobio nagradu Attila József.

## Djela
- A pusztítás könyve, roman, 2002.
- A fehér király (Bijeli kralj), roman, 2005. (na hrvatski jezik prevela Xenia Detoni, na francuski Joëlle Dufeuilly)

Preveo je na mađarski Becketta (Watt), Joycea, McEwana, Welsha (Trainspotting i Acid House), Donellyja i ine autore.